# Andrena selcuki
Andrena selcuki là một loài Hymenoptera trong họ Andrenidae. Loài này được Scheuchl & Hazir mô tả khoa học năm 2008.